# Agelena donggukensis
Agelena donggukensis es una especie de araña del género Agelena, familia Agelenidae. Fue descrita científicamente por Kim en 1996.

## Distribución
Esta especie se encuentra en Corea y Japón.